# Bazylika kolegiacka Świętej Trójcy w Janowie Podlaskim
Bazylika Mniejsza Świętej Trójcy w Janowie Podlaskim – barokowy kościół w Janowie Podlaskim.

## Historia

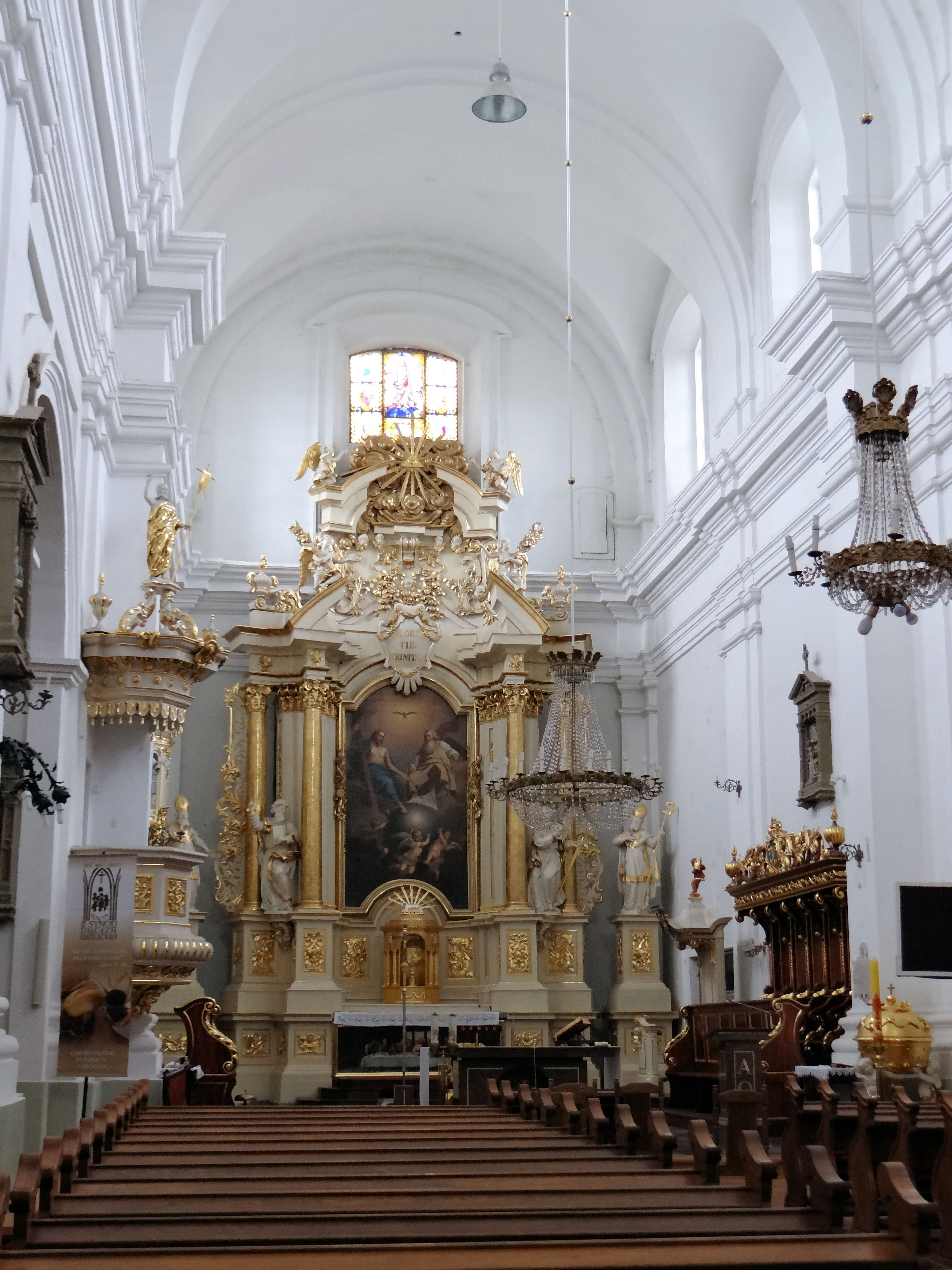
Wnętrze bazyliki kolegiackiej

Wzniesiony został wraz z dzwonnicą w latach 1714–1735. W latach 1818–1867 i 1918–1924 był kościołem katedralnym diecezji janowskiej czyli podlaskiej. W kościele tym znajduje się sarkofag i pomnik biskupa, poety i historyka Adama Naruszewicza (1733–1796), który w Janowie Podlaskim spędził ostatnie lata swego życia. Świątynia ma dwuwieżową fasadę i trójnawowe wnętrze. Jest siedzibą Janowskiej Kapituły Kolegiackiej.
7 czerwca 2018 roku Kolegiacie Świętej Trójcy w Janowie Podlaskim Dekretem Kongregacji ds. Kultu Bożego i Dyscypliny Sakramentów nadano tytuł Bazyliki Mniejszej. Dekret podpisał prefekt Kongregacji kardynał Robert Sarah.